# Демидівка (Каховський район)
Деми́дівка — село в Україні, у Рубанівській сільській громаді Каховського району Херсонської області. Населення становить 395 осіб. 24 лютого 2022 року село тимчасово окуповане російськими військами під час російсько-української війни.

## Населення
Згідно з переписом УРСР 1989 року чисельність наявного населення села становила 448 осіб, з яких 221 чоловік та 227 жінок.
За переписом населення України 2001 року в селі мешкало 395 осіб.

### Мова
Розподіл населення за рідною мовою за даними перепису 2001 року:
| Мова       | Відсоток |
| ---------- | -------- |
| українська | 82,51 %  |
| російська  | 16,26 %  |
| молдовська | 0,49 %   |
| болгарська | 0,25 %   |
| вірменська | 0,25 %   |
| інші       | 0,24 %   |